# 7회 정관장배 세계여자바둑최강전
7회 정관장배 세계여자바둑최강전은 대한민국, 중국, 일본 중 중국이 우승했다.

## 참가 기사 명단
- 한국 :
- 일본 :
- 중국 :

## 대국 결과
| 대국 | 날짜             | 장소                                  | 승자          | 패자                 | 결과              | 기보                             |
| ---- | ---------------- | ------------------------------------- | ------------- | -------------------- | ----------------- | -------------------------------- |
| 1    | 2008년 11월 12일 | 중국 베이징 한국문화원                | 쑹룽후이 初단 | 이다혜 三단          | 282수 흑 5집반승  | [ 깨진 링크 ( 과거 내용 찾기 ) ] |
| 2    | 2008년 11월 13일 | 중국 베이징 한국문화원                | 쑹룽후이 初단 | 가토 게이코 六단     | 172수 백 불계승   | [ 깨진 링크 ( 과거 내용 찾기 ) ] |
| 3    | 2008년 11월 14일 | 중국 베이징 한국문화원                | 쑹룽후이 初단 | 이하진 三단          | 298수 흑 5집반승  | [ 깨진 링크 ( 과거 내용 찾기 ) ] |
| 4    | 2008년 11월 16일 | 중국 베이징 한국문화원                | 쑹룽후이 初단 | 만나미 카나 四단     | 234수 백 불계승   | [ 깨진 링크 ( 과거 내용 찾기 ) ] |
| 5    | 2009년 1월 11일  | 서울 한국기원 1층 바둑TV 스튜디오     | 쑹룽후이 初단 | 김혜민 五단          | 215수 흑 불계승   | [ 깨진 링크 ( 과거 내용 찾기 ) ] |
| 6    | 2009년 1월 12일  | 서울 한국기원 1층 바둑TV 스튜디오     | 쑹룽후이 初단 | 아오키 기쿠요 八단   | 178수 백 불계승   | [ 깨진 링크 ( 과거 내용 찾기 ) ] |
| 7    | 2009년 1월 13일  | 서울 한국기원 1층 바둑TV 스튜디오     | 박지은 九단   | 쑹룽후이 초단        | 148수 백 불계승   | [ 깨진 링크 ( 과거 내용 찾기 ) ] |
| 8    | 2009년 1월 14일  | 서울 한국기원 1층 바둑TV 스튜디오     | 박지은 九단   | 스즈키 아유미 四단   | 144수 백 불계승   | [ 깨진 링크 ( 과거 내용 찾기 ) ] |
| 9    | 2009년 1월 15일  | 서울 한국기원 1층 바둑TV 스튜디오     | 리허 初단     | 박지은 九단          | 169수 흑 불계승   | [ 깨진 링크 ( 과거 내용 찾기 ) ] |
| 10   | 2009년 1월 16일  | 서울 한국기원 1층 바둑TV 스튜디오     | 리허 初단     | 우메자와 유카리 五단 | 280수 흑 12집반승 | [ 깨진 링크 ( 과거 내용 찾기 ) ] |
| 11   | 2009년 3월 9일   | 중국 광저우(廣州) 웨스틴(westin) 호텔 | 리허 初단     | 이민진 五단          | 216수 백 불계승   | [ 깨진 링크 ( 과거 내용 찾기 ) ] |

결과: 중국 우승 (9승 1패, 탕이 二단, 정옌 二단, 왕샹윈 初단은 출전하지 않음), 대한민국 준우승 (2승 5패), 일본 3위 (5패)
1. ↑  초반 흑의 포석단계에서 흑돌의 효율이 너무 떨어지는 포석을 펼치며 약간 불안한 출발을 보였다. 중반 우변에서 큰 모양을 형성하며 백을 유인하여 공격을 펼치자 백이 난조에 빠지는듯했으나 백이 꼬리를 떼어주고 도망가는데 성공하면서 백이 두터운 형세로 바뀌었다. 이후 흑은 실리의 부족함을 느끼고 완강하게 버텼으나 대마를 죽이게 됐고, 백은 침착하게 마무리를 잘하면서 흑이 돌을 거두었다.